# 新布朗費爾斯 (德克薩斯州)
新布朗費爾斯（New Braunfels）是美國的一個城市。位於德克薩斯州科馬爾縣和瓜達盧佩縣。據2010年人口普查，新布朗費爾斯有人口57,740人，和2000年相比增加了58%，2000年時有人口36,494人。新布朗費爾斯是科馬爾縣的行政中心所在地，也是聖安東尼奧-新布朗費爾斯大都市統計區的第二大都市。
1. ↑  . United States Census Bureau.   [2008-01-31]. （原始内容存档于2013-09-11）.
2. ↑  . United States Geological Survey. 2007-10-25  [2008-01-31]. （原始内容存档于2012-02-04）.